# Калатаюд, Алехо

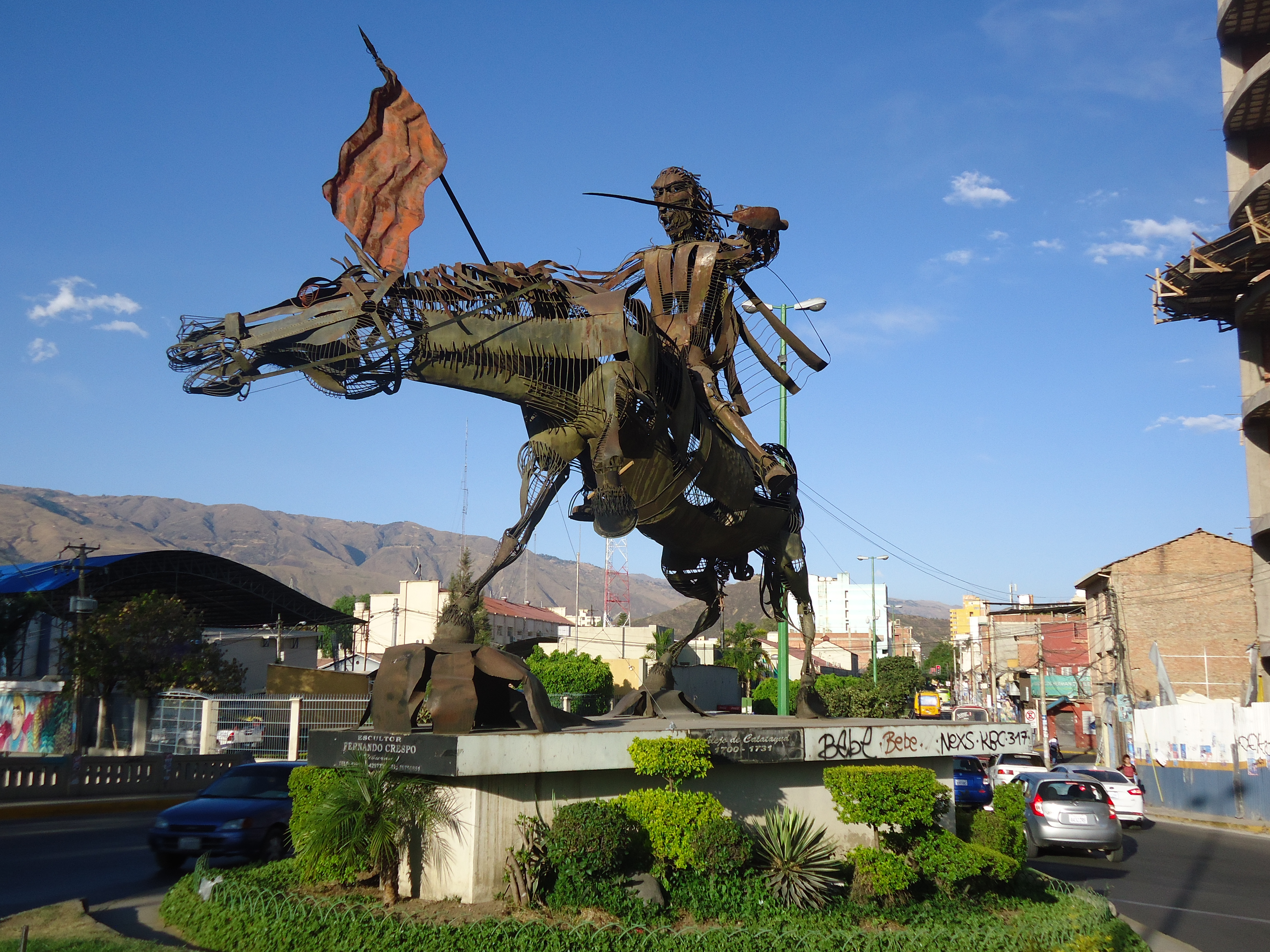
Памятник Калатаюду в Кочабамбе

Алехо Калатаюд (исп. Alejo Calatayud; ок. 1705 — 31 января 1731) — боливийский метис, серебряных дел мастер из Оропесы (провинция Кочабамба на территории современной Боливии, тогда вице-королевство Перу). В 1730 году Калатаюд возглавил вооруженное восстание и стал локальным героем среди плебейских масс провинции.

## Биография
Калатаюд принадлежал к кругу образованных метисов и был членом гильдии серебряных дел мастеров. Его ремесло предоставляло ему возможность контактировать практически со всеми социальными слоями, и, кроме родного кечуа, он владел и испанским языком.
1 декабря 1730 года 25-летний Калатаюд возглавил восстание в Оропесе в ответ на слухи о том, что королевский чиновник Мануэль Бенеро де Беларо был послан надзирать за тем, чтобы метисы платили такие же грабительские налоги, как и коренное население. Восстание объединило метисов и коренное население и распространилось на всю провинцию Кочабамба. Столица провинции была окружена и взята войсками Калатаюда.
Восстание 1730 года характеризовалось пересечением классовых и этнических конфликтов. Повстанцы разграбили магазины и дома богатых креолов, убив 39 испанских жителей города. Однако, как только духовенство вышло на улицы с причастием, повстанцы-метисы остановили дальнейшее кровопролитие, а два представителя креольской элиты были избраны мировыми судьями.
Поскольку повстанческое движение было плохо организовано, оно не смогло противостоять контратаке, организованной креольской верхушкой (выступавшей магистратами Кочабамбы). Отряды под предводительством Родригеса Карраско захватили и обезглавили Калатаюда, отправив его голову в королевскую аудиенсию в Чаркас. Родригес Карраско также вынес смертные приговоры двадцати двум последователям Калатаюда.
Выступление, возглавляемое Калатаюдом, имело важное значение для политического развития региона, поскольку оно положило начало серии восстаний и волнений, продолжавшихся в вице-королевстве Перу полвека — от заговора Хуана Велеса де Кордовы в Оруро 1739 года до освободительной войны 1780-х под началом Тупака Амару II и Тупака Катари.